# 조시 저커먼
조시 저커먼(Josh Zuckerman, 1985년 4월 1일 ~ )는 미국의 배우이다.

## 출연 작품
- 필드 오브 로스트 슈즈 - 모세 에제키엘 역
- 메이드 퍼블릭 (단편)